# Martin Joseph-Honoré LaJeunesse
Martin Joseph-Honoré LaJeunesse OMI (* 11. November 1890 in Sainte-Marguerite-du-Lac-Masson, Québec, Kanada; † 10. Juli 1961) war ein kanadischer Ordensgeistlicher und römisch-katholischer Apostolischer Vikar von Keewatin.

## Leben
Martin Joseph-Honoré LaJeunesse trat der Ordensgemeinschaft der Oblaten der Unbefleckten Jungfrau Maria bei und empfing am 11. April 1920 das Sakrament der Priesterweihe. 
Am 25. April 1933 ernannte ihn Papst Pius XI. zum Titularbischof von Bonusta und zum Koadjutorvikar von Keewatin. Der Apostolische Vikar von Keewatin, Ovid Charlebois OMI, spendete ihm am 29. Juni desselben Jahres die Bischofsweihe; Mitkonsekratoren waren der Weihbischof in Montréal, Alphonse Emmanuel Deschamps, und der Bischof von Joliette, Joseph Arthur Papineau.
Martin Joseph-Honoré LaJeunesse wurde am 26. November 1933 in Nachfolge des verstorbenen Ovid Charlebois OMI Apostolischer Vikar von Keewatin. Am 15. April 1954 trat LaJeunesse als Apostolischer Vikar von Keewatin zurück.